# یواس‌اس ال‌اس‌تی-۹۹۳
یواس‌اس ال‌اس‌تی-۹۹۳ (به انگلیسی: USS LST-993) یک کشتی بود که طول آن ۳۲۸ فوت (۱۰۰ متر) بود. این کشتی در سال ۱۹۴۴ ساخته شد.